# Cappella di Santa Crescenzia
La Cappella di Santa Crescenzia è un edificio religioso situato a San Vito Lo Capo sulla direttrice per Macari.

## Storia
L'edificio è stato costruito nel XIII secolo, in onore della nutrice di San Vito, Santa Crescenzia. Leggenda vuole che la donna sia rimasta pietrificata - trasgredendo l'ordine di non voltarsi durante un evento franoso - nello stesso punto in cui in seguito è sorta la cappella.
La struttura è arabeggiante, ma si possono notare influenze di altri stili, in particolare gotico e normanno.
Inizialmente è stata utilizzata come luogo di pellegrinaggio. Attorno al XV secolo, invece, diventa una vera e propria fortezza.